# Stadion 974
Stadion 974 (Arabisch: استاد 974) is een multifunctioneel stadion in Doha, de hoofdstad van Qatar. Het stadion stond aanvankelijk gepland als Ras Abu Aboudstadion. 
Voor de naam van dit stadion is gekozen vanwege de exact 974 containers die gebruikt zijn bij de bouw. Tevens is dit het Internationale landnummer voor Qatar. Het stadion is verder modulair ontworpen en op zo'n manier dat het na het toernooi weer weggehaald kan worden. Door de manier waarop het stadion gebouwd is, werd er minder materiaal gebruikt, waardoor de bouwkosten laag gehouden werden. Onder andere de stoelen en het dak kunnen opnieuw gebruikt worden. Het stadion werd gebouwd door HBK Contracting. Er is plaats voor 44.089 toeschouwers.
De opening van het stadion vond plaats op 30 november 2021. Op die dag begon de FIFA Arab Cup 2021 en in dit stadion vond de wedstrijd plaats tussen de Verenigde Arabische Emiraten en Syrië. In totaal vonden er zes wedstrijden plaats. Ondertussen wordt het stadion ontmanteld en gesloopt.

## Wereldkampioenschap voetbal 2022
Tijdens het wereldkampioenschap voetbal werden zeven wedstrijden in dit stadion gespeeld, waaronder één van de achtste finales.
| Datum            | Tijd (UTC+3) | Thuisteam | Uitslag | Uitteam     | Fase           | Toeschouwers | Onderling resultaat |
| ---------------- | ------------ | --------- | ------- | ----------- | -------------- | ------------ | ------------------- |
| 22 november 2022 | 19:00        | Mexico    | 0–0     | Polen       | Groepsfase     | 39.369       | Onderling resultaat |
| 24 november 2022 | 19:00        | Portugal  | 3–2     | Ghana       | Groepsfase     | 42.662       | Onderling resultaat |
| 26 november 2022 | 19:00        | Frankrijk | 2–1     | Denemarken  | Groepsfase     | 42.860       | Onderling resultaat |
| 28 november 2022 | 19:00        | Brazilië  | 1–0     | Zwitserland | Groepsfase     | 43.649       | Onderling resultaat |
| 30 november 2022 | 22:00        | Polen     | 0–2     | Argentinië  | Groepsfase     | 44.089       | Onderling resultaat |
| 2 december 2022  | 22:00        | Servië    | 2–3     | Zwitserland | Groepsfase     | 41.378       | Onderling resultaat |
| 5 december 2022  | 22:00        | Brazilië  | 4–1     | Zuid-Korea  | Achtste finale | 43.847       | Onderling resultaat |

Lusailstadion (Lusail) · Al Baytstadion (Al Khawr) · Al Thumamastadion (Doha) · Stadion 974 (Doha) · Al Janoubstadion (Al Wakrah) · Education Citystadion (Al Rayyan) · Khalifastadion (Al Rayyan) · Al Rayyanstadion (Al Rayyan)